# Le Retour de Martin Guerre
Pour les articles homonymes, voir Martin Guerre (homonymie) et Guerre (homonymie).
Pour plus de détails, voir Fiche technique et Distribution.
Le Retour de Martin Guerre est un film français réalisé par Daniel Vigne, sorti en 1982. C'est la version romancée d'une relation publiée en 1561 par le juge Jean de Coras de l'affaire Martin Guerre qu'il avait instruite. Cette affaire avait pour cadre le retour dans son village natal d'un paysan dont on était sans nouvelles depuis une dizaine d'années. Bien que relatant de nombreux détails de sa vie antérieure, Martin est accusé par certains villageois d'usurpation d'identité. Alexandre Dumas évoque longuement cette histoire dans le roman historique Les Deux Diane (1846).
Le film a fait l'objet d'une adaptation américaine, Sommersby, avec Jodie Foster reprenant le rôle incarné par Nathalie Baye, et d'une adaptation au Timor oriental, A Guerra da Beatriz.

## Synopsis
Au milieu du XVIe siècle, un revenant de guerre arrive dans le village natal d’Artigat. L'homme est reconnu pour être Martin Guerre époux de Bertrande de Rols qu'il a abandonnée neuf hivers plus tôt pour s'engager dans les armées du roi qui seront battues par les Espagnols de Philippe II à la bataille de Saint-Quentin (1557). Il sait tout de la vie villageoise et de la vie conjugale des deux époux et reprend la vie commune avec Bertrande. Après quelque temps, des vagabonds identifient le prétendu Martin comme étant Arnaud, du village voisin du Tihl, un soldat qu'ils auraient connu avec Martin Guerre à Saint-Quentin. Les villageois ne les croient pas jusqu'au jour où  l'intrus réclame sa part d'héritage à Pierre Guerre oncle de Martin qui s'est occupé de sa femme et de son fils après sa disparition. Pierre Guerre dénonce alors Arnaud du Tihl pour usurpation d'identité et il s'ensuit un procès pouvant conduire à la condamnation à mort de l'accusé, à la condamnation de Bertrande pour adultère et à la déclaration de bâtardise de leurs enfants.
L'accusé se défend avec de solides arguments fondés sur ce qu'il sait des confidences de son camarade Martin Guerre complétées par ce qu'il a appris au jour le jour à Artigat. Bertrande se range à ses côtés. Instruite par Jean de Coras, conseiller au Parlement de Toulouse, l'affaire est portée devant ce tribunal supérieur qui envisage un acquittement, principalement sur la foi du témoignage de Bertrande. C'est alors que se présente à l'improviste un témoin, unijambiste, dont la ressemblance avec le vrai Martin Guerre est frappante. A l'issue d'une confrontation, Arnaud du Tihl avoue qu'il était soldat avec Martin Guerre, que celui-ci lui a dit qu'il ne retournerait jamais dans son village, et qu'il avait décidé de prendre sa place au moment où les premiers habitants d'Artigat l'avaient pris pour son camarade. Bertrande change alors son témoignage et dit que le nouveau témoin est bien son mari. Arnaud est condamné à mort.
Quelque temps plus tard, le juge de Coras vient informer Bertrande de son propre acquittement, bien que la Cour eût été convaincue de sa duplicité. Il lui demande la raison de son faux témoignage. Elle lui avoue qu'Arnaud était un meilleur mari et un meilleur homme que Martin, lui donnant une bonne vie ensemble. Coras lui demande alors pourquoi elle a changé d'avis à la dernière minute. Elle répond qu'elle avait vu dans les yeux d'Arnaud que, l'affaire étant devenue désespérée, il voulait qu'elle et les enfants ne soient pas entraînés dans sa chute.
Conduit à la potence, Arnaud fait amende honorable à Dieu, au Roi et à la Justice et demande pardon à toutes les personnes que son comportement a pu offenser. Une voix off clôt le cadre historique en rappelant que le magistrat protestant Jean de Coras fut pendu devant le Parlement de Toulouse douze ans plus tard au cours des massacres de la Saint-Barthélemy.

## Fiche technique
- Titre : Le Retour de Martin Guerre
- Réalisation : Daniel Vigne
- Scénario, adaptation et dialogues : Jean-Claude Carrière et Daniel Vigne, d'après le roman The Wife of Martin Guerre de Janet Lewis et le récit de The Return of Martin Guerre de Natalie Zemon Davis
- Assistants réalisateurs : Reynald Lampert, Michel Debats
- Décors : Alain Nègre
- Photographie : André Neau
- Montage : Denise de Casabianca
- Musique : Michel Portal
- Son : Michel Chamard
- Conseiller historique : Natalie Zemon Davis
- Combats réglés par Claude Carliez
- Directeur de production : Paul Maigret
- Production : Société Française de Production Cinématographique, Société de Production des Films Marcel Dassault, FR3.
- Distribution : GEF - CCFC
- Genres : drame, historique
- Format : Couleurs Fujicolor - 1,66:1 - Son mono
- Langue : français
- Durée : 122 minutes
- Tournage : 9 septembre au 6 novembre 1981
- Année de production : 1981
- Date de sortie (en France) : 14 mai 1982

## Distribution
- Gérard Depardieu : Martin Guerre (alias Arnaud du Tihl)
- Nathalie Baye : Bertrande de Rols
- Bernard-Pierre Donnadieu : le "vrai" Martin Guerre
- Roger Planchon : Jean de Coras
- Maurice Jacquemont : le juge Rieux
- Isabelle Sadoyan : Catherine Boere
- Rose Thiéry : Raimonde de Rols
- Maurice Barrier : oncle Pierre Guerre
- Stéphane Péan : le jeune Martin
- Sylvie Méda : la jeune Bertrande
- Chantal Deruaz : Jeanne
- Valérie Chassigneux : Guillemette
- Tchéky Karyo : Augustin
- Dominique Pinon : Antoine
- Adrien Duquesne : Sanxi Guerre
- Neige Dolsky : Jacquemotte, l'aveugle
- Daniel Giraud : le colporteur
- André Chaumeau : le curé
- René Bouloc : le mercenaire
- Francis Arnaud : le grêlé
- Philippe Babin : Jacques
- Jean-Claude Perrin : Nicolas
- Axel Bogousslavsky : le cordonnier

## Tournage
Le film est tourné en Haute-Garonne, en Ariège (Balaguères...) et dans les Pyrénées-Orientales.
Les lieux de tournage dans les Pyrénées-Orientales sont le palais des Rois de Majorque à Perpignan pour les scènes du procès et le Fort de Salses pour d'autres scènes.
Selon Dominique Besnehard, alors directeur du casting, Didier Gentil a été figurant sur le tournage. Il aurait même commis des violences contre l’enfant, Adrien Duquesne, qui jouait le fils de Nathalie Baye et de Gérard Depardieu.

## Distinctions
- César du cinéma 1983 : 
  - César du meilleur scénario original ou adaptation
  - César du meilleur espoir masculin (Dominique Pinon)
  - César de la meilleure musique
  - César du meilleur décor

## Commentaires
En 1983, le film a été l'objet d'une analyse de quelques anachronismes relevés dans le film par un article d'une revue géographique.
Ce film est cité dans le roman Rabbit en paix (1990 - Prix Pulitzer de la fiction 1991) de John Updike comme source de réflexion que se fait le personnage Harry « Rabbit » Angstrom sur le changement d'identité et d'époux ou d'épouse.
En 2014, Daniel Vigne réalise un documentaire intitulé Martin Guerre, retour au village : ce documentaire de 52 minutes revient, trente ans après, à Balagué en Ariège où a été tournée une partie du film. Daniel Vigne vient rendre visite aux habitants du village qui, pour la plupart d’entre eux, s'étaient transformés en paysans du XVIe siècle pour son film qui les porta, ainsi que les éléments de décors du site, sur les écrans de cinéma. Un documentaire aussi en forme d’investigation de la mémoire, un instantané rural d'aujourd’hui d’un village de moyenne montagne.
Le scénario du film Sommersby, réalisé par Jon Amiel, est inspiré de ce fait divers.